# WordReference.com
WordReference.com é um dicionário de tradução online para, entre outros, os pares de idiomas inglês-francês, inglês-italiano, inglês-espanhol, francês-espanhol, espanhol-português e inglês-português.
Estas quatro línguas românicas, espanhol, francês, italiano e português, representam em torno de noventa e três por cento dos mais de 690 milhões de falantes nativos de línguas latinas no mundo todo.
WordReference.com também dispõe dos dicionários Oxford Unabridged e Concise por assinatura. Estes dicionários contém mais traduções do que os disponíveis gratuitamente. O preço atualmente é 30 euros (45 dólares americanos) por ano.
Em junho de 2009, mais pares de idiomas foram adicionados: inglês-alemão, inglês-russo, inglês-polonês, inglês-romeno, inglês-tcheco, inglês-grego, inglês-turco, inglês-chinês, inglês-japonês, inglês-coreano, inglês-árabe.
De acordo com Alexa.com, WordReference.com é um dos quinhentos sites mais visitados em todo o mundo, sobretudo, segundo o tráfego: Chile, Espanha, França, México, Estados Unidos, Venezuela, Peru, Itália, Argentina, Colômbia, República Dominicana, Equador, Canadá, El Salvador, Costa Rica, Guatemala, Paraguai, Porto Rico, Uruguai, China, Panamá, Bélgica, Brasil, Marrocos e Argélia. Segundo West Vancouver Memorial Library: "WordReference tem sido durante muito tempo o Santo Graal dos dicionários gratuitos e de idiomas online".

## Fórum
WordReference tem também uma seção de fóruns, na qual cada usuário registrado pode responder e perguntar em termos de vocabulário e gramática. Esta seção é formada por mais de dois milhões de entradas (tópicos que incluem desde a tradução simples à questão mais complexa da sintaxe e morfologia), com um acervo superior a dez milhões de mensagens e composta por cerca de quinhentos milhões de usuários.